# Europacupen i ishockey 1971/1972
Europacupen i ishockey 1971/1972 startade den 30 augusti 1971, och avslutades den 15 december 1972. Turneringen vanns av sovjetiska CSKA Moskva, som besegrade svenska Brynäs IF i finalspelet

## Första omgången
| Lag 1                | Resultat  | Lag 2                |
| -------------------- | --------- | -------------------- |
| SG Dynamo Weißwasser | 9-0, 6-3  | HK CSKA Sofia        |
| SG Cortina           | 1-3, 2-1  | HC La Chaux-de-Fonds |
| HK Jesenice          | 5-4, 4-3  | EC KAC               |
| Podhale Nowy Targ    | 5-3, 9-3  | Vålerenga            |
| Tilburg Trappers     | 4-6, 12-3 | Ferencvárosi TC      |
| EV Füssen            | WO        | HC Chamonix          |

 Brynäs IF,   
 Ässät  :  vidare direkt

## Andra omgången
| Lag 1                | Resultat  | Lag 2       |
| -------------------- | --------- | ----------- |
| Tilburg Trappers     | 2-5, 2-13 | EV Füssen   |
| HC La Chaux-de-Fonds | 1-3, 0-7  | Brynäs IF   |
| SG Dynamo Weißwasser | 8-0, 9-5  | HK Jesenice |
| Podhale Nowy Targ    | WO        | Ässät       |

## Tredje omgången
| Lag 1                | Resultat  | Lag 2             |
| -------------------- | --------- | ----------------- |
| Brynäs IF            | 13-0, 5-0 | EV Füssen         |
| SG Dynamo Weißwasser | 10-0, 9-3 | Podhale Nowy Targ |

 Dukla Jihlava,    
 CSKA Moskva  :  vidare direkt

## Semifinaler
| Lag 1                | Resultat  | Lag 2         |
| -------------------- | --------- | ------------- |
| Brynäs IF            | 7-4, 6-2  | Dukla Jihlava |
| SG Dynamo Weißwasser | 1-11, 4-6 | CSKA Moskva   |

## Finaler
| Lag 1     | Resultat | Lag 2       |
| --------- | -------- | ----------- |
| Brynäs IF | 2-8, 4-6 | CSKA Moskva |